# Dinalungan
Dinalungan é um município de  quarta classe de renda municipal (d) na província Aurora, nas Filipinas. De acordo com o censo de 1 de maio  de  2020 possui uma população de 12 508 pessoas e 3 116 domicílios.